# Panzerzug Knjas Poscharski
Der Panzerzug Knjas Poscharski (russisch Бронепоезд Князь Пожарский Bronepojesd Knjas Poscharski, deutsch: Fürst Poscharski) war ein Panzerzug der Weißen Armee aus der Zeit des Russischen Bürgerkrieges.

## Geschichte
Am 14. Februar 1919 wurde der Panzerzug Knjas Poscharski in Noworossijsk aufgestellt und war Teil der 3. Panzerzugdivision der Streitkräfte Südrusslands. Benannt wurde er zu Ehren von Fürst Dmitri Michailowitsch Poscharski aus dem 16. Jahrhundert.

## Technische Daten

### Artilleriewagen

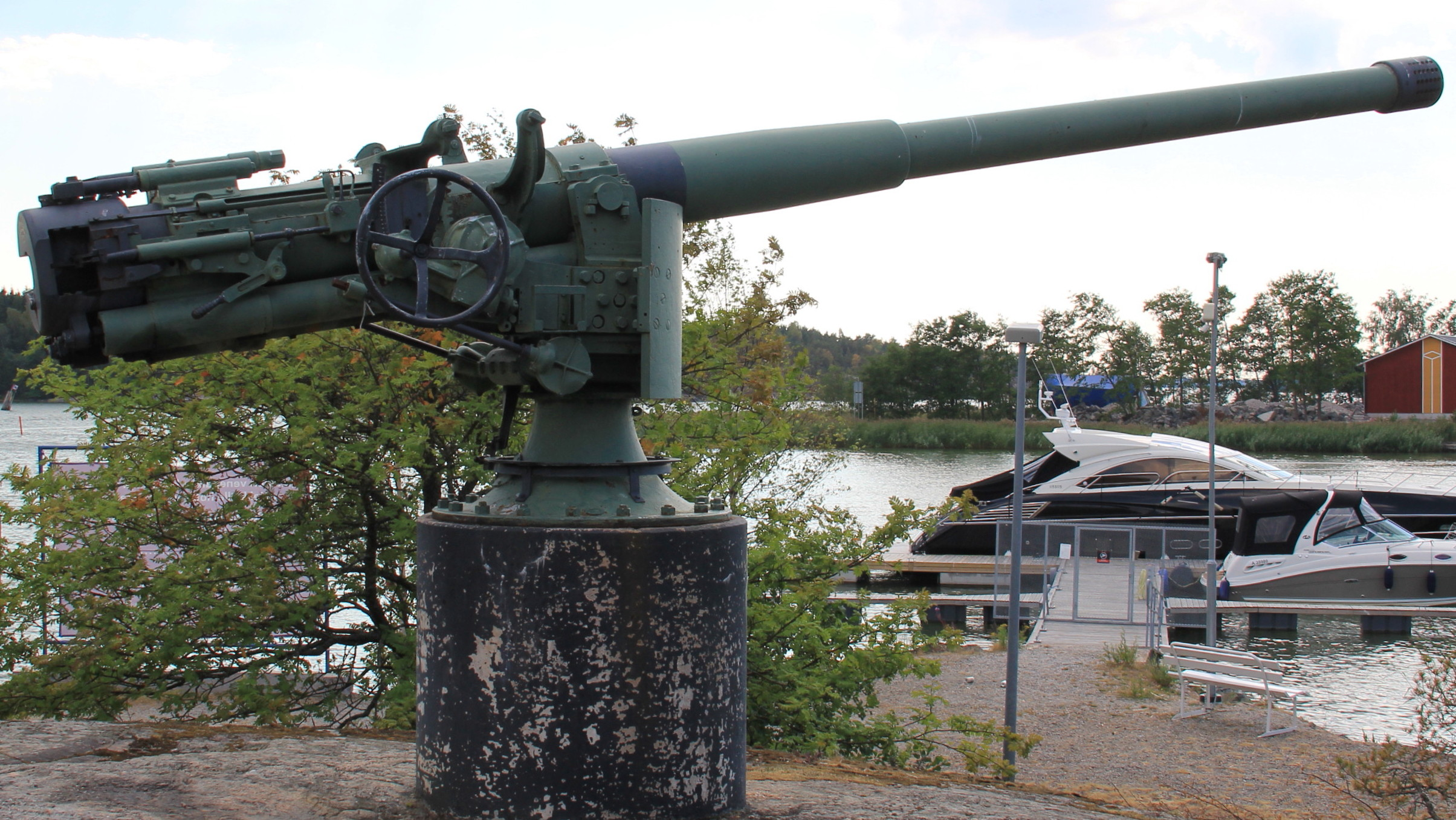
10,2-cm-Kanone 1911

Der Panzerzug Knjas Poscharski verfügte über drei Artilleriewagen. Zwei dieser Wagen waren mit je einer 10,2-cm-Kanone 1911 aus dem Werk Obuchowskogo. Der dritte Artilleriewagen war mit einer 152-mm-L/45-Kanone M1892 ausgerüstet.

### Maschinengewehrwagen
Der Panzerzug Knjas Poscharski verfügte über einen Maschinengewehrwagen.

## Einsatz
Zum Einsatz kam der Panzerzug Knjas Poscharski ab dem 15. März 1919 im Bereich des Donezbecken. Auf Befehl des Leiters der Marinedirektion, Admiral Gerassimow, wurden alle Marineoffiziere des Panzerzuges nach Zarizyn geschickt. Noch im Sommer 1919 wurde der Panzerzug bei der Offensive gegen Moskau genutzt. Nach dem Rückzug der Truppen war er auf der Eisenbahnstrecke zwischen Charkow und Woroschba im Einsatz.
Am 29. Januar 1920, nach dem Rückzug der Truppen, wurde der Panzerzug in Tiraspol zurückgelassen und von der Besatzung gesprengt.

## Zugpersonal
- Panzerzugkommandant
  - Hauptmann Wladimir Nikolajewitsch Potjomkin (7. April 1919 – 19. August 1919)
  - Oberst K. Ja. Maralin (19. August 1919 – Oktober 1919)
  - Oberst Wiktor Konstantinowitsch Fjodorow (Januar 1920)

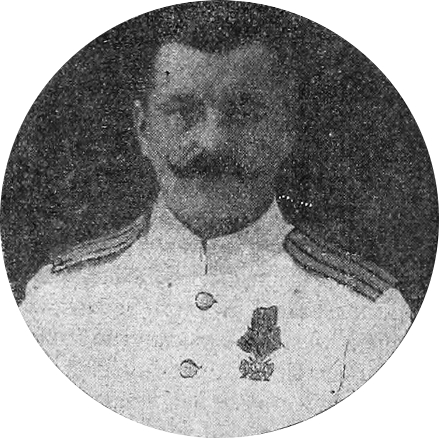
Wladimir Nikolajewitsch Potjomkin
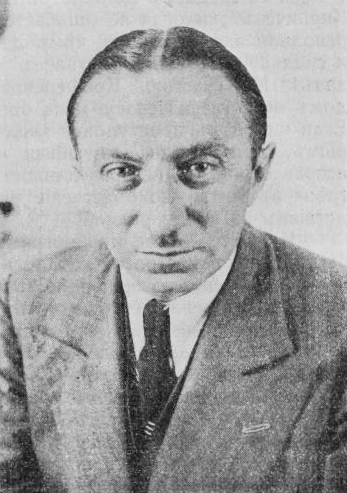
Wiktor Konstantinowitsch Fjodorow